# Reto Bezzola
Reto Raduolf Bezzola (Celerina/Schlarigna, 13 de setembre de 1898 - Samedan, 7 de gener de 1983) fou un romanista suís que treballà sobretot en temes de literatura medieval i de retoromànic.

## Vida
Bezzola va néixer a la zona de parla romanxa de Suïssa, concretament a l'Alta Engiadina, per la qual cosa la seva llengua materna era l'engiadinès o ladí, més específicament la varietat alt engiadinesa o puter. Va estudiar romanística a Ginebra, Zuric (amb Louis Gauchat i Jakob Jud), Florència i París. El 1922 va defensar la tesi doctoral a Zúric amb el títol Contributo alla storia dei gallicismi italiani nei primi secoli (750–1300). Saggio storico-linguistico (Zuric 1924) i dirigida per Jakob Jud. També a Zuric va defensar el 1929 la tesi d'habilitació Spirito e forma nei canti di Giacomo Leopardi (Bolònia 1930). Des de 1938 fou docent, i, de 1946 fins a 1968, catedràtic de literatura francesa, italiana i retoromànica a la Universitat de Zuric. Del 1950 al 1952 fou degà de la Facultat.
La seva recerca es va centrar d'una banda en la literatura francesa medieval, on va contribuir amb obres importants com Les origines et la formation de la littérature courtoise en Occident (500–1200) o Le sens de l'aventure et de l'amour: Chrétien de Troyes. I d'altra banda contribuí amb dues obres fonamentals en el seu moment a la valorització i coneixement de la seva llengua materna: va elaborar un diccionari ladí-alemany i alemany-ladí i una història de la literatura ladina.

## Obra
- Abbozzo di una storia dei gallicismi italiani nei primi secoli (750–1300). Saggio storico-linguistico, Heidelberg 1925
- Deutsch-romanisches Wörterbuch: Ladinisch, hrsg. von der Lia Rumantscha = Dicziunari tudais-ch–rumantsch-ladin, publichà da la Lia Rumantscha, Chur 1944, 2a ed. 1976, 3a ed. amb la col·laboració de Rudolf O. Tönjachen, 1982
- Les origines et la formation de la littérature courtoise en Occident (500–1200), París 1944, 1960, 1963; 3 volums
- Le sens de l'aventure et de l'amour: Chrétien de Troyes, París 1947
- Liebe und Abenteuer im höfischen Roman, Hamburg 1961
- Litteratura dals Rumauntschs e Ladins, Cuira 1979